# (3113) Chizhevskij
(3113) Chizhevskij (1978 RO) ist ein ungefähr fünf Kilometer großer Asteroid des inneren Hauptgürtels, der am 1. September 1978 vom russischen (damals: Sowjetunion) Astronomen Nikolai Stepanowitsch Tschernych am Krim-Observatorium (Zweigstelle Nautschnyj) auf der Halbinsel Krim (IAU-Code 095) entdeckt wurde.

## Benennung
(3113) Chizhevskij wurde nach dem russisch-sowjetischen Biophysiker, Dichter und Maler Alexander Leonidowitsch Tschischewski (1897–1964) benannt.